# Miquel Sureda Anfres
Miquel Sureda Anfres (Bacelona, 1978) és un físic i enginyer aeronàutic català, especialitzat en propulsió espacial. Exerceix de professor i investigador a la Universitat Politècnica de Catalunya des de 2007. És coordinador del Màster Universitari en Enginyeria Aeronàutica i del Master’s Degree in Space and Aeronautical Engineering a la UPC-Terrassa. La seva recerca està centrada en l’exploració espacial i l’anàlisi d’arquitectura de missions interplanetàries. Forma part de la junta de la Sustainable Offworld Network (SONet), una comunitat de professionals que té com a objectiu desenvolupar i explorar la sostenibilitat a llarg termini de les activitats humanes a l'espai. També es dedica a la divulgació científica amb projectes com ara Gaia Ciència, que inclou xerrades, tallers i espectacles teatralitzats per transmetre la seva fascinació per l’Univers. És membre de la junta de l'Associació Catalana de Comunicació Científica.